# Ożogina

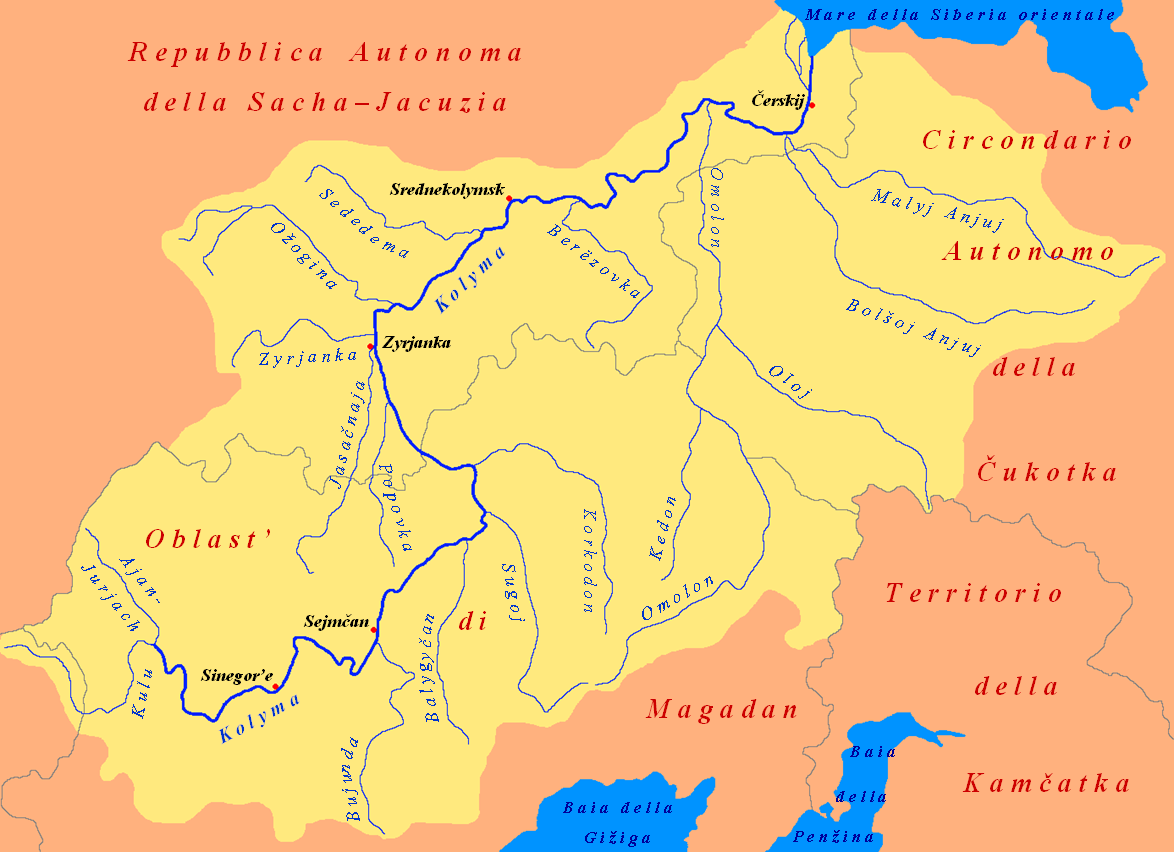
Dorzecze Kołymy

Ożogina (ros. Ожогина) – rzeka w azjatyckiej części Rosji, w Jakucji; lewy dopływ Kołymy. Długość 523 km (od źródeł rzeki Sułakkan 689 km); powierzchnia dorzecza 24 300 km².
Powstaje z połączenia rzek Sułakkan i Delkiu; płynie w kierunku południowo-wschodnim szeroką doliną między Górami Momskimi a Płaskowyżem Ałazejskim, w środkowym i dolnym biegu liczne meandry i starorzecza. W dorzeczu około 2800 jezior o łącznej powierzchni 908 km².
Zasilanie śniegowo-deszczowe; zamarza od października do maja. Żeglowna w dolnym biegu.